# Сёгунат Токугава

Мавзолей первых двух сёгунов Токугава на Коя-сан

Сёгуна́т Токуга́ва (яп. 徳川幕府 токугава бакуфу), или Сёгуна́т Э́до (яп. 江戸幕府 эдо бакуфу), — феодальное военное правительство Японии, основанное в 1603 году Токугавой Иэясу и возглавляемое сёгунами из рода Токугава. Просуществовало более двух с половиной веков вплоть до 1868 года. Этот период в истории Японии известен под именем периода Эдо, по названию столицы Японии города Эдо (ныне Токио). Ставка сёгуната находилась в замке Эдо.

## Приход к власти

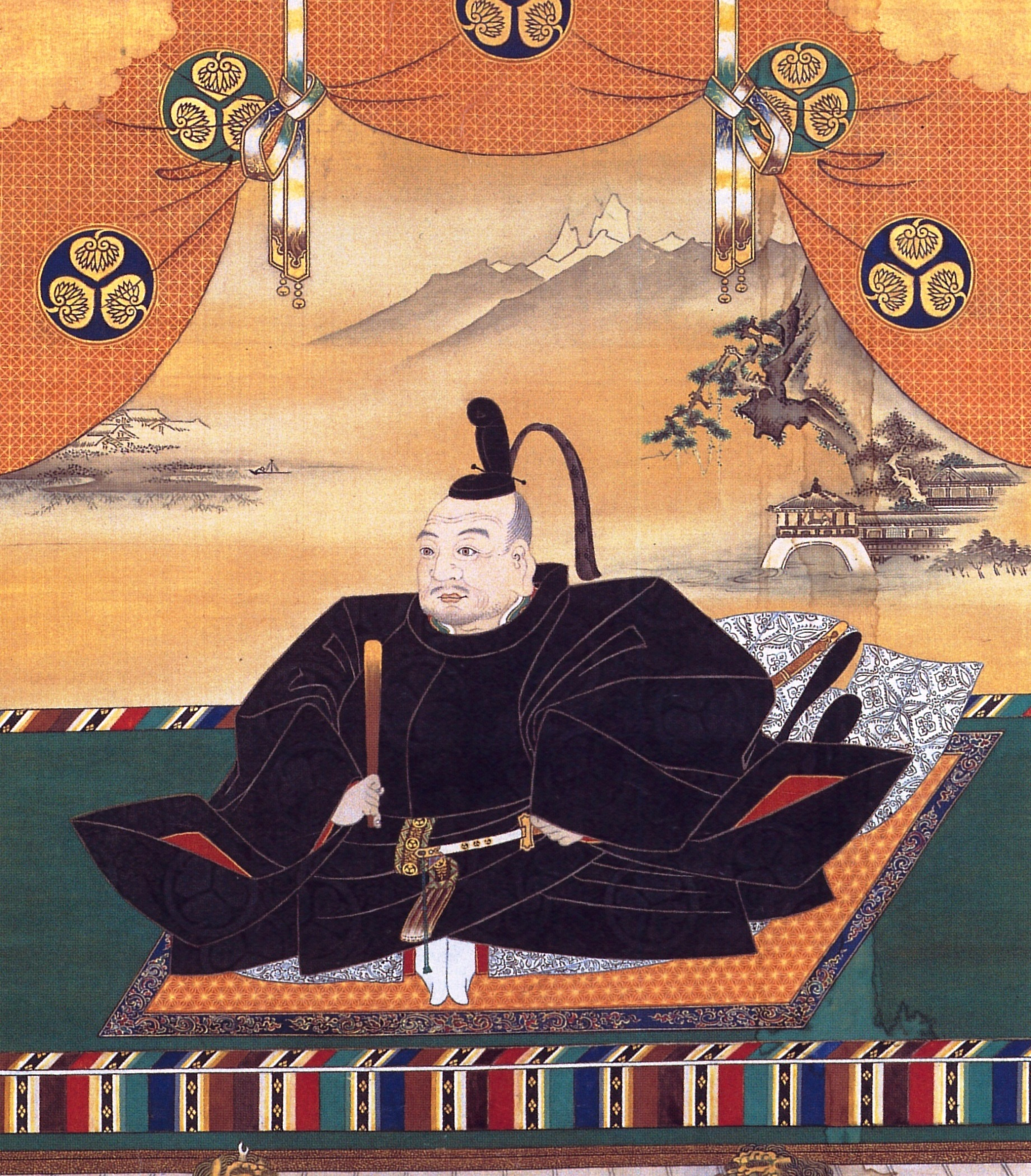
Токугава Иэясу — основатель и первый глава сёгуната в Эдо.

После периода феодальной раздроблённости и гражданских войн между различными княжествами, известного как Период Сэнгоку Дзидай («Эпоха воюющих провинций»), Япония была вновь объединена в единое государство, благодаря усилиям Оды Нобунаги и Тоётоми Хидэёси (Период Адзути-Момояма). После сражения в Сэкигахаре в 1600 году верховная власть в Японии перешла к Токугаве Иэясу, завершившему процесс объединения Японии и получившему в 1603 году титул сёгуна. Он стал основателем династии сёгунов, продолжавшейся до середины XIX века. В сражениях со своими противниками Иэясу неизменно побеждал, а их земли присоединял к своим владениям, в результате чего к моменту прихода к власти он уже стал крупнейшим феодалом страны. Кроме того, у многих крупных землевладельцев он отбирал ещё и прииски по добыче драгоценных металлов, что обеспечило его монополию в этой отрасли. Ему подчинялись также города, официально сохранившие статус независимых: Осака, Сакаи и Нагасаки. В 1605 году он передал титул сёгуна своему сыну Хидэтаде, но сохранил в своих руках всю полноту власти вплоть до своей смерти. Несмотря на своё явное превосходство как в военном, так и в экономическом плане, Иэясу не расслаблялся. Его многочисленные противники объединились вокруг сына предыдущего правителя — Хидэёри, которые при поддержке христианских стран готовили переворот. Однако Иэясу опередил их намерения и в 1615 году разгромил ставку претендента на верховный пост в Осаке: почти все заговорщики были убиты, а сам Хидэёри покончил жизнь самоубийством. После этой расправы над мятежниками в стране воцарились долгожданный мир и стабильность.

## Социальная структура
Первым делом Иэясу упорядочил систему управления страной. Император и его приближённые потеряли всякую возможность вернуться к власти. Теперь главным в стране был сёгун, у которого был первый министр, исполнявший роль главного советника, а также регента при несовершеннолетних наследниках Токугавы. Эта должность носила название тайро. Следующим звеном в осуществлении административных функций был городской совет старейшин — родзю, общавшихся с сёгуном только через посредство собаёри — своеобразных камергеров правителя. Кроме того, в крупных городах, таких как Киото и Осака, была учреждена должность самостоятельного правителя — гундай.

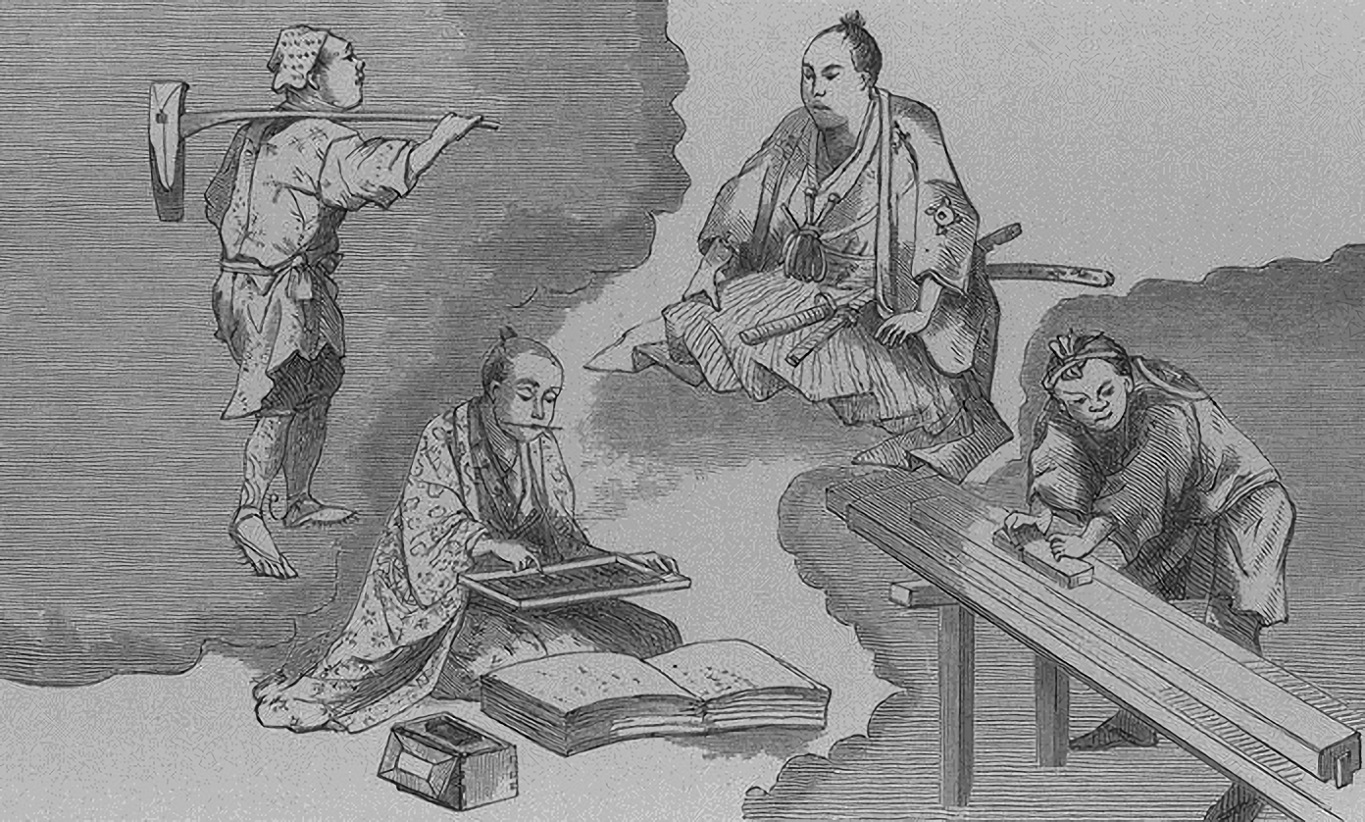
Изображение четырёх сословий Японии

Общество делилось на 4 сословия: самураи, крестьяне, ремесленники и купцы. Кроме того, существовал и класс маргиналов, находившихся вне этих сословий: эта (парии), хинин (нищие, охотники, беглые крестьяне и бродячие артисты). Был определён кодекс поведения для каждого сословия, несоблюдение которого строго каралось. Главным сословием были воины-самураи, которые составляли десятую часть всего населения и обладали огромным количеством привилегий. Отличительным признаком, указывающим на статус самурая, было ношение двух мечей. Начало периода Токугава стало эпохой расцвета самурайства: за малейший неверный жест со стороны представителя низшего сословия они имели право казнить его на месте. В то же время самураи занимались только войной и ничего другого делать не умели, а содержать такую большую армию в условиях достигнутого мира было совершенно бессмысленно, поэтому очень скоро начинается упадок самурайства. Вынужденные зарабатывать себе на жизнь, они либо превращались в наёмных убийц — ронинов, либо становились разбойниками, либо преодолевали собственное презрение к мирским занятиям и становились чиновниками или торговцами. Небольшое число самураев нашли себя в преподавании основ воинского искусства: были открыты школы, где мальчиков из знатных семей обучали воинскому искусству, а также специфическому кодексу «Бусидо». Опустившиеся самураи не желали мириться с подобным положением дел, вследствие чего режиму Токугава неоднократно приходилось подавлять восстания ронинов, стремившихся вернуть себе былую славу и привилегии. Но в целом вплоть до конца правления Токугава в обществе царили относительная стабильность и покой.

## Городское население
Городское население занимало последние ступени в социальной системе эпохи Токугава. К ним относятся прежде всего «ко» — ремесленники, и «сё» — торговцы. Рост внутренней торговли, развитие транспорта и сообщений между различными провинциями привело к росту старых городов и к возникновению новых — центров политической и экономической жизни. В Японии периода Токугава крупных городов насчитывалось семнадцать, среди которых особое положение занимали Эдо, Осака, Киото, Сакаи, Нагасаки. Лишь в Осаке купечество могло развиваться беспрепятственно, не оглядываясь ни на императора (Киото), ни на сёгунат (Эдо).

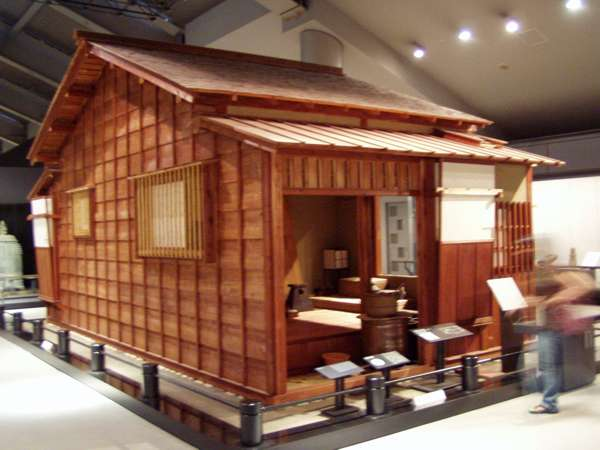
Типичный дом периода Эдо

Мощные кабунакама (профессиональные объединения купцов) и ремесленные союзы (дза) превратили Осаку в главный экономический центр, получивший название дайдокоро, что значит «кухня» страны. В Осаке был главный рынок Японии, где концентрировалось продукция со всей страны (рис, шёлк, хлопчатобумажные ткани, лакированные изделия, фарфор, бумага, воск и др.) Всё более широкое распространение получали деньги.
Происходит специализация регионов по производству того или иного вида товаров: северный и юго-западный Кюсю производил фарфор и хлопчатобумажные ткани, район Киото и Нара — парчу, шёлковые ткани, саке, изделия из металла и лака, район Нагоя и Сэто — керамику и фарфор, Нагано — сырьё для шелкопрядства и т. д. Таким образом, складывавшийся единый рынок способствовал объединению страны на экономическом уровне. В XVII веке в отдельных отраслях японского производства возникли первые мануфактуры, что свидетельствовало о грядущем завершении феодальной эпохи.

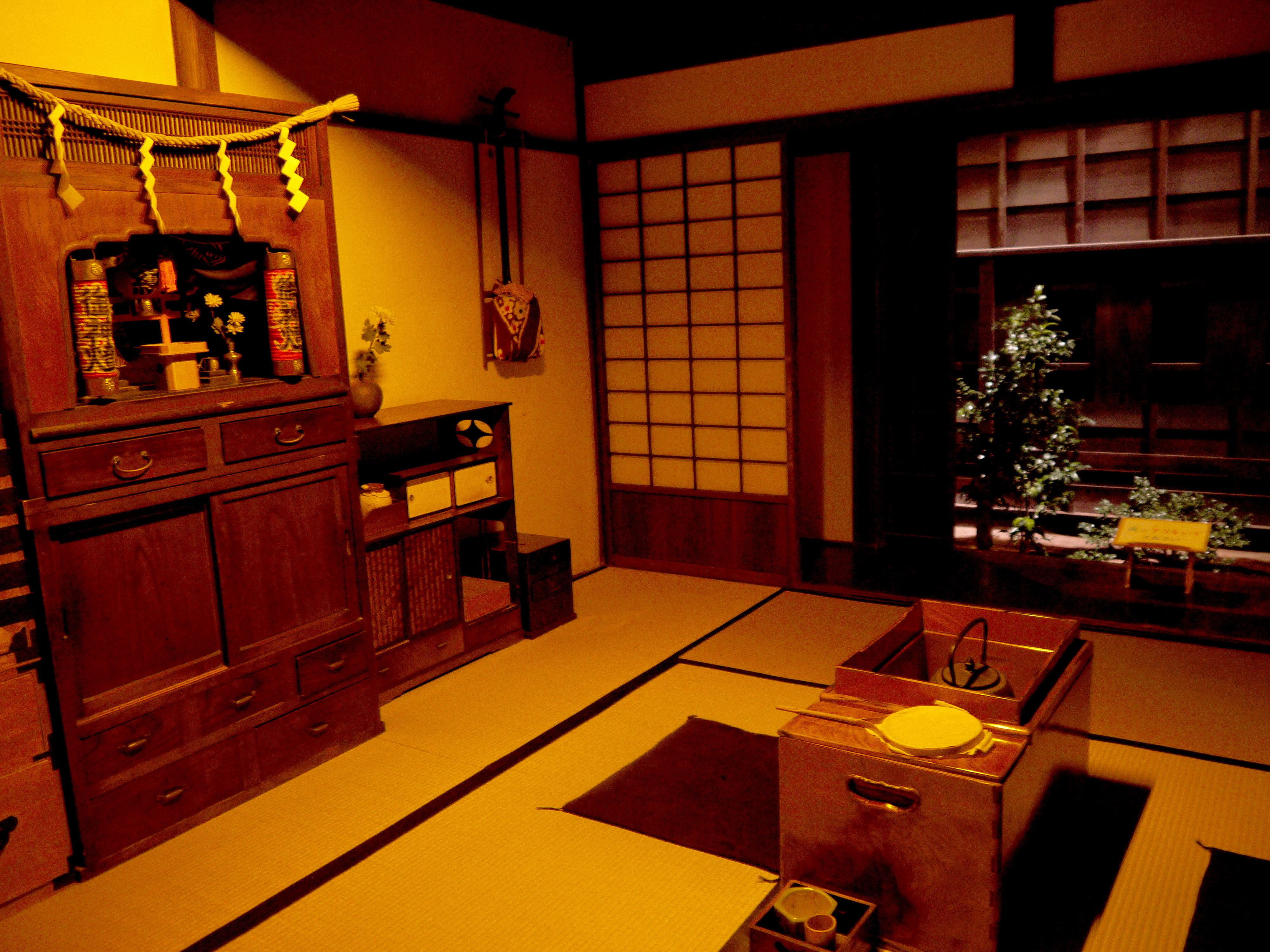
Интерьер дома японского купца периода Эдо

Что же касается ремесленников, то их положение отличалось большей суровостью, нежели положение купечества. Если купцы наращивали экономическую мощь и постепенно начинали влиять на политические события, то у ремесленников сохранялось зависимое положение. Ремесленники были организованы в цехи, которые обладали монополией производства, имели чёткую иерархию и передавали профессиональные навыки по наследству. Правительство вводило различные ограничения в их деятельность, тщательно следило за выпускаемой продукцией и выходом её на рынок.
В этот период в городском населении формируется новое сословие — интеллигенция, вызывающее наибольшие опасения у верховной власти, которая всячески препятствовала развитию этого слоя.
По-прежнему продолжалась борьба за независимый статус города. По правовому положению города Японии делились на три категории, две из которых, принадлежавшие сёгунату и владельческие (княжеские), так или иначе зависели от государства и не имели никакой гарантии соблюдения своих прав и свобод. В Японии было всего несколько так называемых вольных городов. К ним относились Сакаи, Хаката, выросшие и разбогатевшие на внешней торговле ещё в XVI веке, Нагасаки — торговый центр, державший всю торговлю с иностранцами, и Осака — «кухня» страны. Однако и они находились под неусыпным контролем сёгунских чиновников. Купцы и ремесленники пытались бороться с такой вопиющей несправедливостью, создавая различные профессиональные объединения, которые совместными усилиями накапливали мощь, способную противостоять власти сёгуната. Возрастающее влияние торгово-ростовщического капитала вынудило сёгуна официально признать статус кабунакама, то есть признать дальнейшее усиление формирующейся буржуазии.

## Культура, общественная мысль и религия

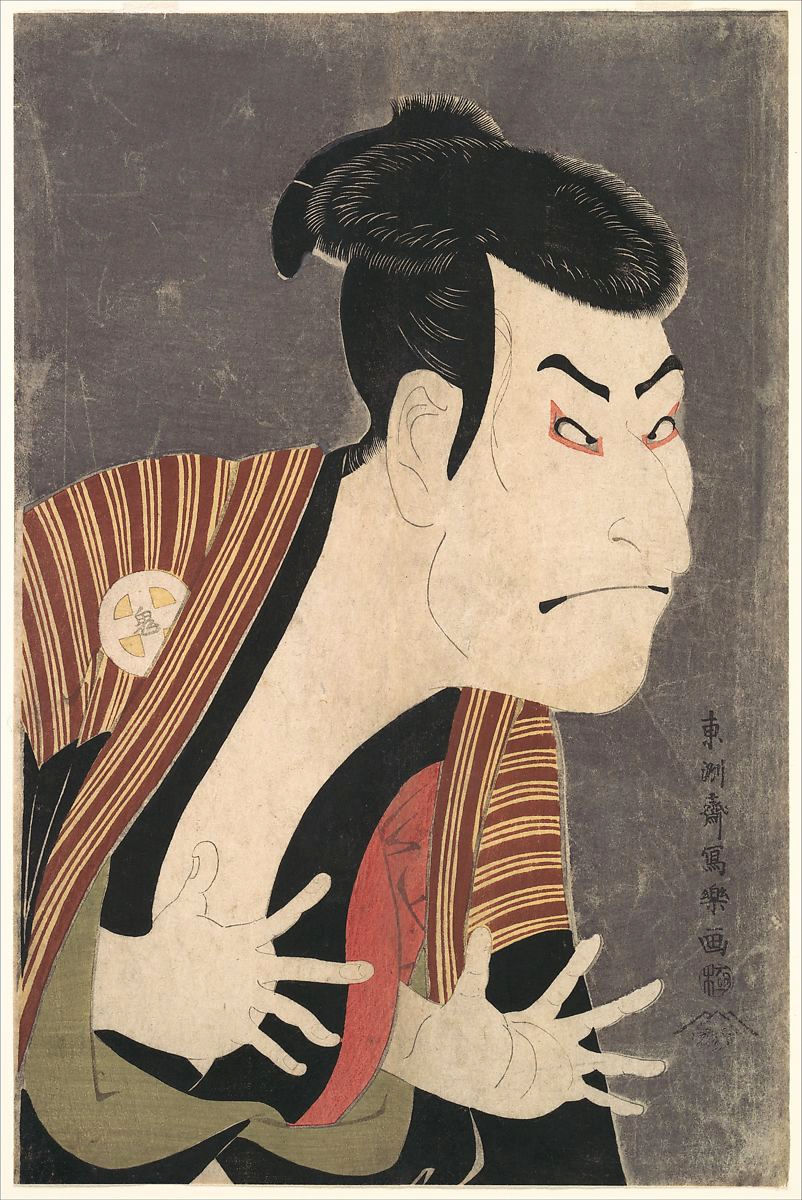
Гравюра укиё-э, изображающая актёра театра кабуки.

С установлением власти Токугава в Японии широкое распространение получили конфуцианские идеи в интерпретации философа Чжу Си. Он провозглашал незыблемость существующего порядка, обязательное подчинение младших старшим и прочие идеалы, импонировавшие власти сёгуната, оправдывавшие его действия. Благодаря поддержке правящего режима чжусианство вскоре заняло позиции официального религиозного учения страны.
Ещё одной тенденцией эпохи стало развитие идей националистического толка. Если первоначально изыскания в этой области носили мирный характер и были направлены лишь на поиски национальной самоидентификации, то позднее они переродились в агрессивно настроенные теории японского превосходства. Так, в трудах ярого националиста и синтоиста Ямага Соко открыто пропагандируется исключительность японской нации, её самодостаточность и независимость от континентальных культур, в частности Китая. Его рассуждения задали тон последующим исследованиям японских националистов.
С развитием городов и усилением влияния горожан на общественную жизнь страны возникла необходимость в формировании их собственной идеологии. Именно это определило возникновение учения сингаку, представляющего собой практическую этику. Согласно сингаку, достичь богатства и процветания можно было благодаря собственному интеллекту, бережливости и трудолюбию. Эти ценности сыграли немалую роль в формировании менталитета современных японцев.
Ещё одним течением общественной мысли того времени была школа коку-гаку, ратующая за поиски национальной японской идентичности. С этой целью была проделана работа по изучению памятников древней японской письменности, где планировалось выявить особенности самобытного японского пути развития страны. Одним из инициаторов этого движения был Хирата Ацутанэ, активно отстаивавший позиции синтоизма как исконно японской религии, наиболее соответствующей всем духовным потребностям японского народа. В своей работе «Драгоценные узы» он провозглашал родство всех японцев, их божественное происхождение, а следовательно, превосходство над другими расами. Учение было популярно во всех слоях общества, за исключением правящего. С целью помешать его дальнейшему распространению сёгун объявил единственной религией страны чжусианство, а все остальные поставил вне закона. Но начавшиеся процессы распада феодального сознания и обретения независимости всеми социальными слоями остановить было уже невозможно. В конечном итоге развитие националистических идей стало одним из факторов, предопределивших падение дома Токугава.

## Изоляция Японии

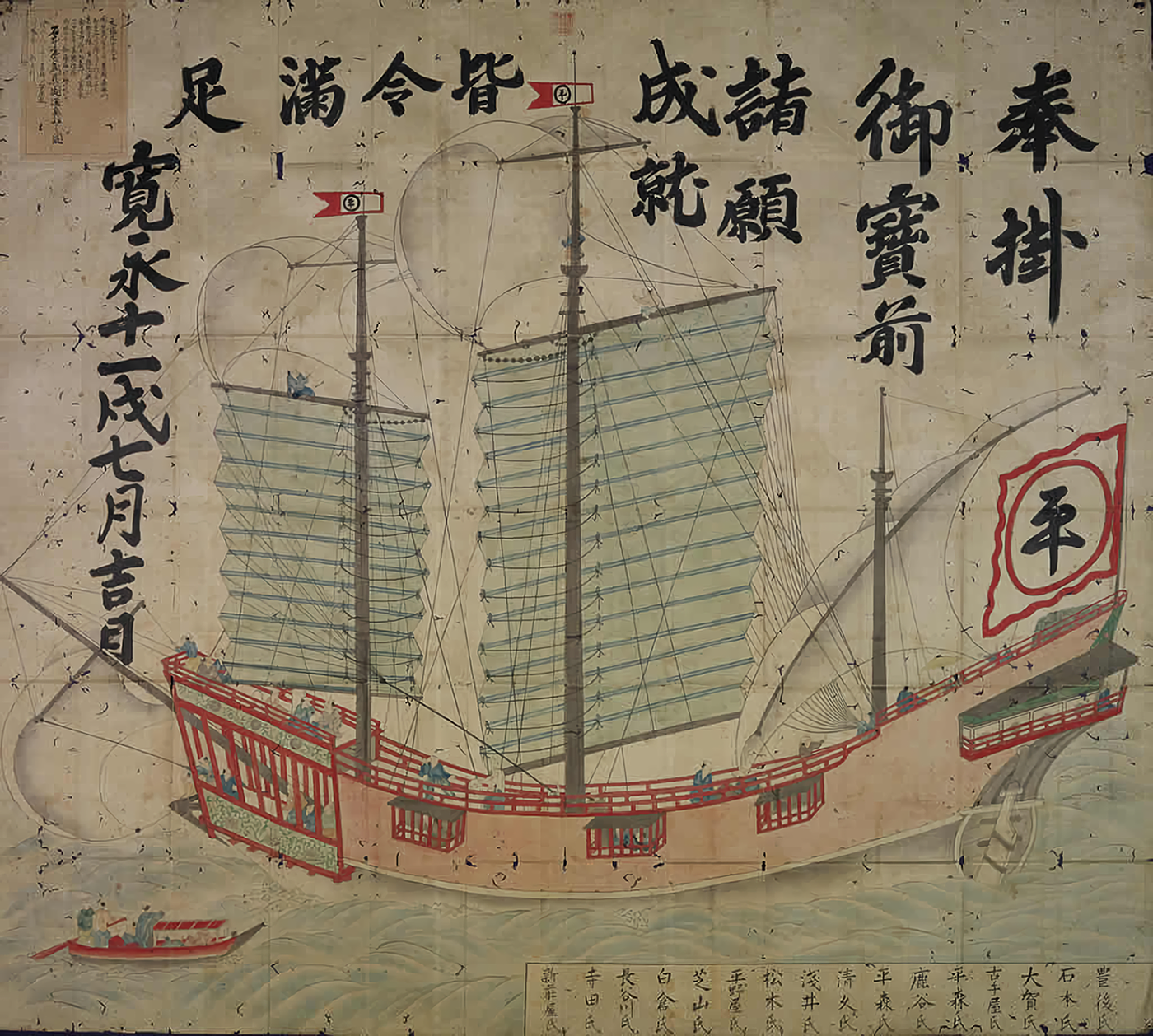
Сюинсэн 1634 года. Имел на вооружении 6-8 пушек, управлялся при помощи европейских парусов и руля.

Как и его предшественник Тоётоми Хидэёси, Иэясу поддерживал торговлю с другими странами, но очень подозрительно относился к иностранцам. Поначалу он хотел сделать Эдо главным портом, но впоследствии, после того, как понял, что европейцы предпочитают порты на острове Кюсю и после того, как Китай отверг его планы официальной торговли, он решил усилить контроль над существующей торговлей и разрешил торговать определёнными товарами только через конкретные порты (политика сакоку). В 1604 году (9 год Кэйтё) по приказу Иэясу корабли западных даймё и купцов городов Сакаи и Нагасаки, которые торговали за границей, должны были получать официальные лицензии — грамоты с красными печатями сюин (яп. 朱印), чтобы за морем их судна не путали с пиратскими. Лицензированные корабли назывались сюинсэн и активно торговали на Тайване, Макао и разных регионах Юго-Восточной Азии. Немало японцев, которые отправлялись за границу, поселялись там, образуя первые японские торговые колонии, ниппон-мати (яп. 日本町 «японские города»). На начало XVII века количество заморских японцев составляло около 10 000 человек. Наиболее известным среди них был Ямада Нагамаса, который получил от Сиамского короля высокий чиновничий титул.

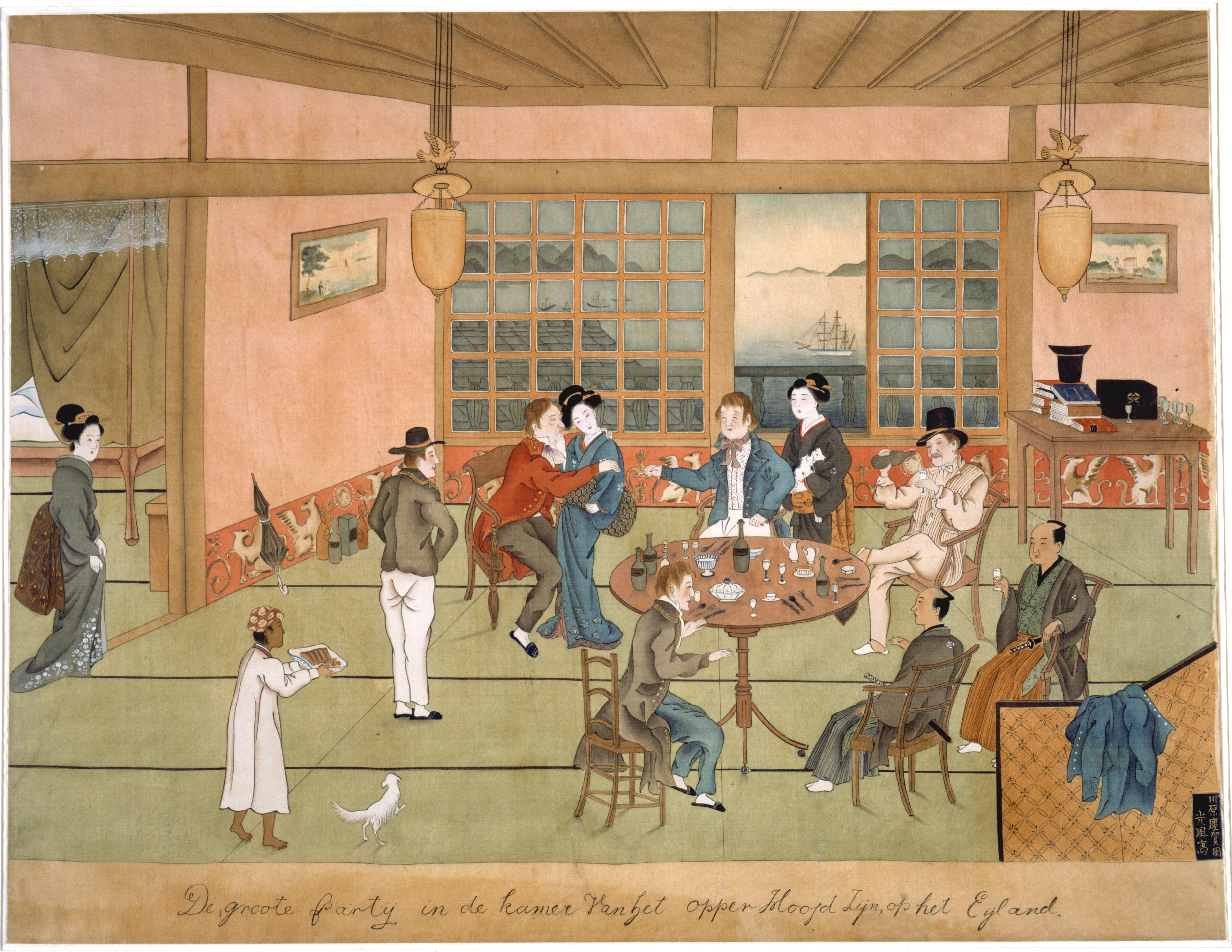
Голландцы на острове Дэдзима

«Христианская проблема» состояла, фактически, из проблемы управления христианскими даймё на острове Кюсю и торговли с иностранцами. В 1612 году всем вассалам сёгуна и жителям земель, принадлежавших Токугава, было приказано отречься от христианства. В последующие годы репрессии против христиан и ограничения на торговлю с иностранцами всё время усиливались: в 1616 году число открытых для торговли с иностранцами портов уменьшилось до Нагасаки и Хирадо (порт на острове к северо-востоку от Кюсю), в 1622 году сёгунат казнил 120 миссионеров и новообращённых, в 1624 году была запрещена торговля с Испанией, в 1629 году были казнены тысячи христиан. Наконец, в 1635 году вышел указ о запрете японцам покидать пределы страны и о запрете уже выехавшим возвращаться. С 1636 года иностранцы (португальцы, впоследствии голландцы) могли находиться только на искусственном островке Дэдзима в гавани Нагасаки.
После восстания в Симабаре в 1637—1638 годах, поднятого угнетаемыми экономически и притесняемыми религиозно христианскими самураями и крестьянами, христианство в Японии было окончательно разгромлено. Выжили лишь незначительные, глубоко ушедшие в подполье группы верующих. Вскоре после этого были разорваны отношения с Португалией, а члены португальской дипломатической миссии были казнены. Всем подданным было приказано «зарегистрироваться» в каком-либо буддистском либо в синтоистском храме. Голландцам и китайцам было разрешено пребывание, соответственно, на островке Дэдзима и в особом квартале Нагасаки. За исключением незначительной торговли некоторых внешних даймё с Кореей и островами Рюкю к юго-западу от японского архипелага, после 1641 года все контакты с иностранцами были ограничены портом Нагасаки.

## Правительство

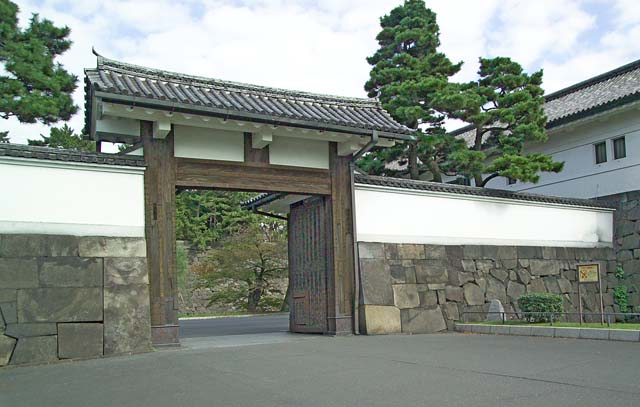
Ворота Сакурадамон замка Эдо, правительственной резиденции Токугава

### Сёгунат и провинции

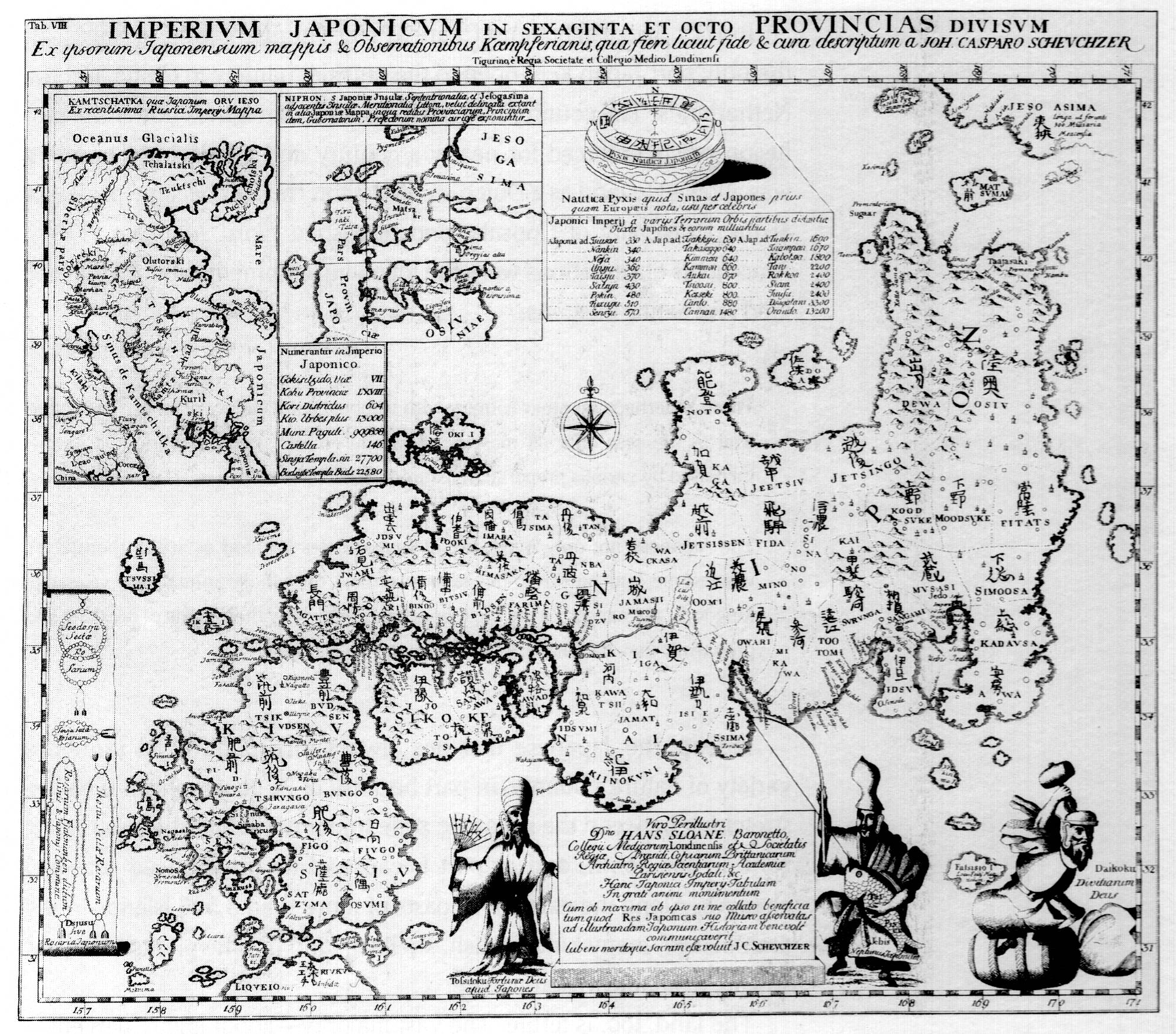
Карта Японии 1727 года.

Феодальная политическая система в период Эдо в Японии носила название «бакухан тайсэй» (яп. 幕藩体制). «Баку» — это сокращение от «бакуфу» (военное правительство Японии, сёгунат). «Хан» («княжество») — провинция, возглавляемая даймё.
Вассалы владели наследуемой землёй, несли военную службу и присягали их господину. Однако в отличие от европейского феодализма, система обладала довольно развитой бюрократией. В отличие от Европы в Японии существовало два уровня правительств: сёгунат в Эдо и правительства в каждом хане по всей стране. Провинции, или ханы, в обмен на верность Сёгуну имели определённый уровень суверенитета — независимую администрацию, а сёгунат отвечал за отношение с иностранными державами и национальную безопасность. Сёгун и правители ханов были даймё, феодальными правителями, со своей собственной бюрократией, политикой и землями. Сёгун просто был самым крупным, сильным и влиятельным среди даймё, ответственным за свою собственную территорию, владения клана Токугава. Каждый хан самостоятельно осуществлял экономическую политику и сбор налогов.
Помимо обязанностей даймё, сёгунат также нёс ответственность за управление классами общества, поддержание порядка в стране, если беспорядки выходили за пределы конкретного хана, и проведение общеяпонской политики.
Сёгунат имел власть упразднять, делить и трансформировать ханы, и это было одним из главных рычагов управления провинциями. Также существовала система заложничества — каждый даймё обязан был оставлять в Эдо заложников из своего клана (это могли быть наследники или жёны). Сами даймё обязаны чередовать место своего жительства — проводить один год в Эдо, один в своём хане. Это требовало очень значительных для экономики провинции расходов и являлось ещё одним важным средством контроля за лояльностью даймё.
Количество ханов менялось в течение периода Эдо, в среднем составляя порядка 250. Значимость хана определялась размером и количеством коку риса, им производимым. Минимальным для даймё объёмом было десять тысяч коку, максимальным, за исключением самого сёгуна, миллион.
Наряду с количеством коку риса другим критерием влиятельности даймё было их отношение с сёгуном. Среди даймё существовало деление на тех, кто был вассалом Токугавы Иэясу, основателя династии, до битвы при Сэкигахаре и на тех, кто стал ими после. Это деление существовало на протяжении всего периода Эдо, тодзама (яп. 外様), или «внешние» даймё, которые стали вассалами Токугава после этой битвы, рассматривались как потенциально ненадёжные и их статус был существенно ниже «внутренних» даймё (фудай). В конце концов именно «тодзама» — Сацума, Тёсю и Тоса сыграли главную роль в свержении власти сёгуната в ходе реставрации Мэйдзи.

### Сёгун и император
Несмотря на то, что реальной властью в Японии обладал сёгунат, император Японии в Киото всё равно был законным правителем Японии. Право управления страной было официальным образом делегировано императорским двором клану Токугава, а в конце периода Эдо в ходе реставрации Мэйдзи также официально возвращено императорскому двору.
Сёгунат назначал специального посредника ко двору императора, «Киото Сёсидаи», для того, чтобы иметь дело с императорским двором и аристократией.

### Сёгун и торговля с иностранцами
Отношения и торговля с внешним миром были монополизированы сёгунатом. Торговля приносила огромные прибыли. Торговля с иностранцами была также разрешена провинциям Сацума и Цусима.

## Падение сёгуната Токугава
Период после падения сёгуната Токугава стал периодом правления восстановленной власти императора. В исторической науке Японии он получил название «Мэйдзи». Политические изменения повлекли за собой перемены и в других сферах жизни общества. Реформы в Японии имели специфический характер: с одной стороны, все слои общества, в том числе и военное сословие, были заинтересованы в росте экономики страны, но с другой — самураи и крупные землевладельцы, восстановив власть императора и вернув себе часть исконных привилегий, не желали потерять их вновь. Новое правительство пыталось сохранить феодальные порядки, но нависшая угроза захвата Японии западными странами обусловила приход новых капиталистических порядков, гарантировавших рост влияния и независимости Японии. Для дальнейшего развития страны было необходимо проведение реформ, которые были осуществлены в 1868—1873 годах.

## Кризис феодализма, «открытие страны»

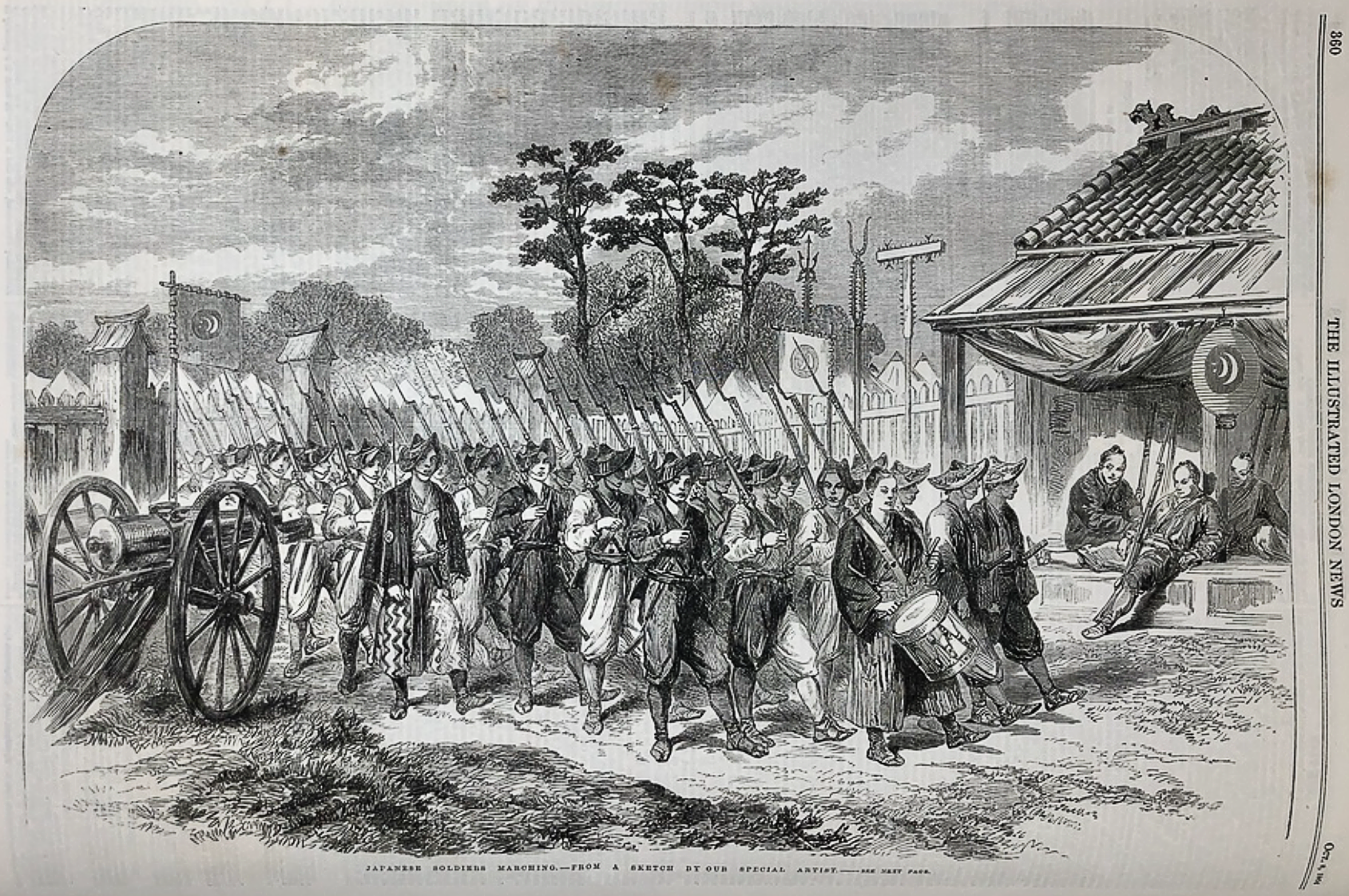
Войска сёгуната Токугава (1864).

В XIX веке Японии пришлось прервать свою добровольную изоляцию от всего мира, поскольку всё более настойчивы были попытки западных стран наладить с ней отношения. Наиболее инициативными в этом отношении были США, нуждавшиеся в промежуточных стоянках по дороге в Китай, с которым они вели в то время оживлённую торговлю. На первые мирные предложения американцев японцы ответили отказом, что привело к угрозе вооружённого нападения со стороны американских властей в 1853 году. В это же время российские правительство также пыталось наладить отношения с японцами, но делало это в мирной форме (Симодский трактат). Напуганное демонстрацией военной мощи Америки, японское правительство было вынуждено согласиться на все предъявляемые требования. В результате этого были подписаны многочисленные договоры с Америкой и с большинством стран Западной Европы. Японии эти договоры нанесли только вред, поскольку японцы были вынуждены принимать все условия торговли, навязываемые им извне. И без того не сильно развитая японская экономика оказалась не в состоянии конкурировать с товарами развитых капиталистических держав Запада и дала трещину. Из-за этого резко ухудшилось положение крестьян и ремесленников, что породило многочисленные бунты, окончательно подорвавшие авторитет правящего клана Токугава.

## Возвращение государственной власти императору и гражданская война 1868—1869 годов
Сразу после заключения второго японо-американского договора, который ещё больше ущемлял права Японии, в стране сформировалась оппозиция правящему режиму, которая своими активными действиями немало способствовала падению дома Токугава. Для подавления крестьянских восстаний были отправлены лучшие полицейские силы правительства, но это уже не могло восстановить стабильность. За резкие антиправительственные заявления около сотни лидеров движения были арестованы и казнены по приказу главного чиновника сёгуната, Ии Наосукэ, который был ответственен за заключение договоров с иностранными державами. Среди казнённых были известные на всю Японию мыслители — глава княжества Мито Токугава Нариаки и учёный из Ёсида Сёин. Эти действия получили название «репрессии Ансэй».
Затем правительство Токугава решило изменить тактику — были заключены соглашения с группой высшей придворной бюрократии в Киото. Это объединение составило группировку кабугатта, которая, с одной стороны, стремилась укрепить авторитет сёгуната, а с другой — стремилась изгнать «варваров». Внешне сохранялось дружелюбное отношение к иностранцам, необходимое до тех пор, пока тайные действия правительства не помогут собрать достаточное количество сил, необходимое, чтобы дать отпор оккупантам. Лозунг «Почитание императора, изгнание варваров» привлёк симпатии народа к политике сёгуната, но крупных землевладельцев, наконец-то получивших возможность вернуть себе исконные права, он уже не смог убедить.
В 1860 году Ии Наосукэ был убит недовольными самураями. Это убийство нанесло сильный удар по престижу сёгуната, а антиправительственная оппозиция получила новый приток сил.
В 1862 году крупный феодал Симадзу во главе своих войск вошёл в Киото с намерением продемонстрировать императору верноподданнические чувства, а потом двинулся на Эдо. Силы были слишком неравными: сёгунат вынужден был отступить.

Японская гравюра на дереве XIX века, изображающая инцидент в Намамуги.

Отношение сёгуната к требованиям иностранцев не устраивало никого из японского населения: по всей Японии начались стихийные и организованные выступления против представителей Запада. В 1862 году в княжестве Сацума самураи убили англичанина, в июне 1863 года c укреплений Симоносэки в княжестве Тёсю были обстреляны иностранные суда. Правительство оказалось меж двух огней: с одной стороны — растущее негодование японцев, с другой — гнев западных держав. 4-5 сентября 1864 года объединённый флот Англии, США, Франции и Нидерландов подверг сокрушительной бомбардировке оплот оппозиционных сил город Тёсю. Но затем в иноземном стане произошёл раскол: Великобритания поддерживала мятежников, а Франция продолжала верить в необходимость восстановления власти сёгунов Токугава. Влияние руководителей оппозиции Ито Хиробуми и Такасуги Синсаку, образованных дворян, побывавших за границей и настаивавших на необходимости модернизации японской экономики и социальной структуры по западным образцам, продолжало усиливаться. Антисёгунатская коалиция, включающая в себя все большее количество провинций, опиралась на финансовую помощь многих банков Японии.
1860-е годы стали временем нарастания общего политического кризиса — движение оппозиции сочеталось с непрекращающимися крестьянскими и городскими бунтами. Движение против сёгуна носило и религиозную окраску: многие священнослужители поддерживали бунтарей, толкуя многочисленные знамения в их пользу.

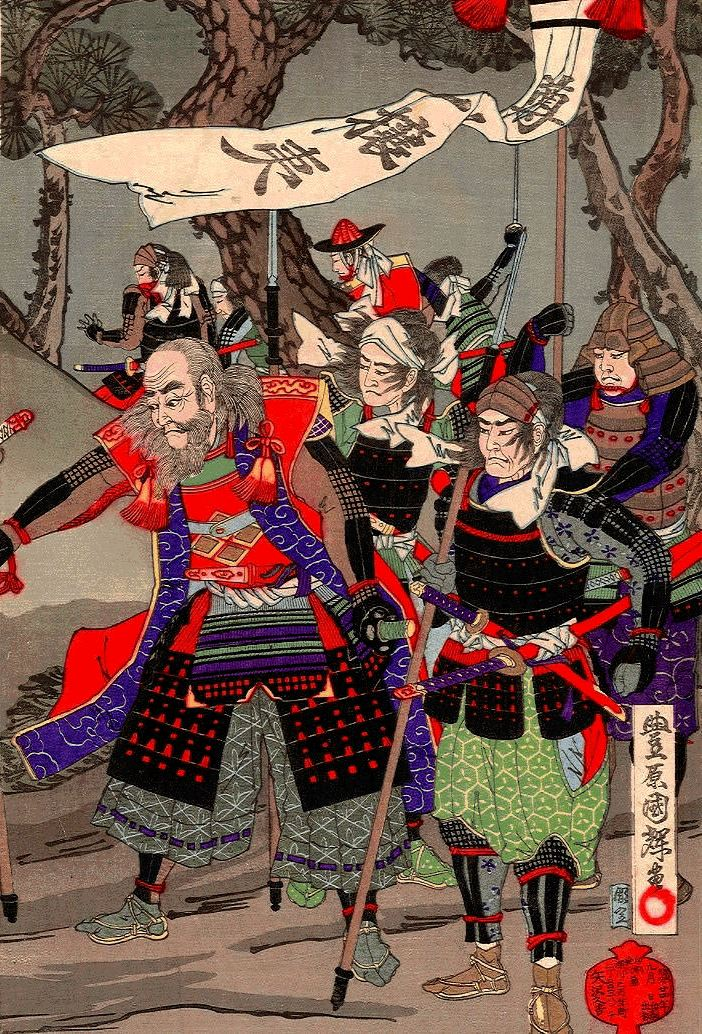
Восставшие самураиМито с лозунгом «Да здравствует Император, долой варваров!» (1864 год)

В 1864 году между правителями княжества Тёсю, которые были лидерами антиправительственной оппозиции в Японии, шли дебаты о захвате Киото. Во время инцидента 30 сентября прошлого года их выгнали оттуда силы умеренной партии, защищавшие сёгунат. Однако в 1864 году союз этих сил раскололся, поэтому большинство правительственных чиновников Тёсю, возглавляемое Курусимой Матабэем, настаивала на немедленном возвращении в столицу. Меньшинство под руководством Такасуги Синсаку и Кидо Такаёси предлагало занять выжидательную позицию и не спешить с захватом Киото. Но 20 августа 1864 года, не дожидаясь прибытия основных сил из Тёсю-хана, части авангарда, расположенные возле Императорского дворца, квартала Сакаи и посёлка Фусими, начали столкновения с сёгунатским гарнизоном столицы. На помощь последнему прибыли отряды Сацума-хана, Айдзу-хана, Кувана-хана и Огаки-хана. Части под командованием Курусимы пробились к воротам Хамагури Императорского дворца, но были остановлены защитниками. В бою Курусима погиб, а Кусака и Маки покончили с собой. Использование огнестрельного оружия обеими сторонами вызвало в городе большой пожар, в котором сгорело более 28 тысяч зданий. Инцидент возле ворот Хамагури послужил поводом для организации сёгунатом первой карательной экспедиции в княжество Тёсю. Последнее не мог противостоять правительству и капитулировало. Организаторы похода на Киото и офицеры, которые принимали в нём участие, были казнены.
В 1865 году в Тёсю произошёл переворот. Представитель радикальных реформаторов Такасуги Синсаку поднял войска в Симоносеки и захватил власть. Такасуги принял на службу незнатного, но талантливого организатора Омуру Масудзиро. Последний начал скупать новейшее вооружение и корабли, обновил тактику ведения боя и всячески подготовился к противостоянию с японским правительством. Сёгун Токугава Иэмоти начал вторую карательную экспедицию в княжество Тёсю, но его смерть в 1866 году прекратила конфликт.

Токугава Ёсинобу объявляет своим подчинённым решение вернуть власть Императору.

Обострение внутриполитических конфликтов заставило иностранцев выдвинуть новые требования японскому правительству, которые сёгун принял безоговорочно. Это стало последней каплей, переполнившей чашу терпения антисёгунатских сил. Группировка южных княжеств двинула войска к Киото. Смерть императора Комэя, на авторитете которого держался договор императора и сёгуна, разрушила обязательства императорского двора перед слабеющим сёгунатом. Противники Токугава выдвинули требование вернуть власть законному правителю — малолетнему преемнику Комэя, Муцухито. Кэйки, последний правитель рода Токугава, видя решительность глав оппозиции и военную силу противника, в 1867 году согласился с предъявленными требованиями. Но формальный отказ от власти был простым прикрытием. Сохранив власть в Центральной и Северной Японии, Кэйки думал таким образом выиграть время, необходимое для концентрации достаточного количества сил, чтобы дать отпор войскам противников. Однако в боях с антисёгунатской коалицией при Тоба и Фусими в окрестностях Киото в январе 1868 года он потерпел поражение и бежал в свою резиденцию, которую тоже был вынужден сдать под напором преследователей. Однако окончательно господство дома Токугава было сломлено лишь в длительной гражданской войне, охватившей большую часть территории страны.

## Линия сёгунов
- Токугава Иэясу (1542—1616) — сын Мацудайры Хиротады (1526—1549), в 1564 получил ранг дзюгоигэ и титул Микава-но ками, в 1566 получил кабанэ Токугава-но асон, в 1598 член совета готайро, в 1598 получил ранг сёнии и должность найдайдзин, сэйи тайсёгун 1603—1605, в 1603 получил должность удайдзин, в 1616 получил должность дайдзё-дайдзин;
- Токугава Хидэтада (1579—1632) — третий сын Токугавы Иэясу, в 1587 получил ранг дзюгоигэ и титул Мусаси-но ками, сэйи тайсёгун 1605—1623, дайдзё-дайдзин 1626—1632;
- Токугава Иэмицу (1604—1651) — сын Токугавы Хидэтады, в 1620 получил ранг дзюнии и должность гон-дайнагон, сэйи тайсёгун 1623—1651;
- Токугава Иэцуна (1641—1680) — старший сын Токугавы Иэмицу, в 1645 получил ранг сёнии и должность гон-дайнагон, сэйи тайсёгун 1651—1680;
- Токугава Цунаёси (1646—1709) — младший сын Токугавы Иэмицу, хансю хан Кодзукэ Татэбаяси 1661—1680, сэйи тайсёгун 1680—1709, удайдзин 1705—1709;
- Токугава Иэнобу (1662—1712) — сын Токугавы Цунасигэ (1644—1668), хансю хан Каи Кофу 1678—1704, племянник и наследник Токугавы Цунаёси 1704—1709, сэйи тайсёгун 1709—1712;
- Токугава Иэцугу (1709—1716) — третий сын Токугавы Иэнобу, сэйи тайсёгун 1712—1716;
- Токугава Ёсимунэ (1684—1751) — третий сын Токугавы Мицусады (1625—1705), хансю хан Кии Вакаяма 1705—1716, сэйи тайсёгун 1716—1745;
- Токугава Иэсигэ (1711—1761) — старший сын Токугавы Ёсимунэ, в 1725 получил ранг дзюнии и должность дайнагон, сэйи тайсёгун 1745—1760;
- Токугава Иэхару (1737—1786) — старший сын Токугавы Иэсигэ, сэйи тайсёгун 1760—1786, удайдзин 1780—1786;
- Токугава Иэнари (1773—1841) — сын Токугавы Харусада (1727—1789), сэйи тайсёгун 1786—1837, дайдзё-дайдзин 1827—1841;
- Токугава Иэёси (1793—1853) — четвёртый сын Токугавы Иэнари, в 1797 получил ранг дзюнии и должность дайнагон, найдайдзин 1824, в 1829 получил ранг дзюитии, сэйи тайсёгун 1837—1853;
- Токугава Иэсада (1824—1858) — сын Токугавы Иэёси, в 1828 получил ранг дзюнии и должность гон-дайнагон, сэйи тайсёгун 1853—1858;
- Токугава Иэмоти (1846—1866) — старший сын Токугавы Нариюки (1801—1846), хансю хан Кии Вакаяма 1849—1858, сэйи тайсёгун 1858—1866;
- Токугава Ёсинобу (1837—1913) — седьмой сын Токугавы Нариаки (1800—1860), глава линии Хитоцубаси Токугава 1847—1866, в 1847 получил ранг дзюсамми и должность саконъэ-но тюдзё, в 1847 получил должность гёбукэй, сэйи тайсёгун 1866—1867, в 1880 получил ранг сёнии, в 1902 получил титул гун (герцог).

## Линия Симидзу Токугава
- Токугава Сигэёси (1745—1795) — первый глава линии Симидзу Токугава (1758—1795), второй сын сёгуна Токугава Иэсигэ и младший брат сёгуна Токугава Иэхару;
- Токугава Ацуносуке (1796—1799) — второй глава клана Токугава Симидзу (1798—1799), второй сын японского сёгуна Токугавы Иэнари;
- Токугава Нариюки (1801—1846) — третий сын сёгуна Токугавы Иэнари, глава линии Симидзу Токугава 1805—1816, хансю хан Кии Вакаяма 1846—1849, в 1846 получил ранг дзюнии и должность гон-дайнагон;
- Токугава Наринори (1810—1827) — глава линии Симидзу Токугава (1816—1827), пятый сын японского сёгуна Токугавы Иэнари;
- Токугава Нарикацу (1820—1849) — глава линии Токугава Симидзу (1827—1846), одиннадцатый сын японского сёгуна Токугавы Иэнари;
- Токугава Акитакэ (1853—1910) — сын Токугавы Нариаки, глава линии Симидзу Токугава 1866—1868, хансю хан Хитати Мито 1868—1872, получил ранг дзюитии;
- Токугава Ацумори (1856—1924) — седьмой глава клана Токугава Симидзу (1870—1924), восьмой сын хансю хан Кокура Одасавара Тадаёси (1827—1865).

## Линия Таясу Токугава
- Токугава Мунэтакэ (1716—1771) — первый глава клана Токугава Таясу (1731—1771), сын сёгуна Токугава Ёсимунэ и младший брат сёгуна Токугава Иэсигэ. В 1731 году Мунэтакэ был назначен своим отцом главой клана Токугава Таясу;
- Токугавао Харуяки (1753—1774) — второй глава клана Токугава Таясу (1771—1774), сын Токугава Мунэтакэ;
- Токугава Наримаса (1779—1848) — третий глава клана Токугава Таясу (1787—1836), сын Токугава Харуяки;
- Токугава Наритака (1810—1845) — четвёртый глава клана Токугава Таясу (1836—1839), даймё Овари Нагоя (1839—1845), сын одиннадцатого японского сёгуна Токугава Иэнари;
- Токугава Ёсиёри (1828—1876) — пятый глава клана Токугава Таясу (1839—1863), а затем и восьмой (1868—1876), сын Токугава Наримаса;
- Токугава Такачиё (1860—1865) — шестой глава клана Токугава Таясу (1863—1865), сын Токугава Ёсиёри;
- Токугава Каменосукэ (1863—1940) — седьмой глава клана Токугава Таясу (1865—1868), глава клана Токугава (1868—1940), сын Токугава Ёсиёри;
- Токугава Сатотака (1865—1941) — девятый глава клана Таясу Токугава (1876—1941), сын Токугава Ёсиёри;
- Токугава Сатонари (1899—1961) — десятый глава клана Таясу Токугава (1941—1961), сын Токугава Сатотака;
- Токугава Мунефуса (род. 1929) — одиннадцатый глава линии Таясу Токугава (с 1961 года), сын Токугава Сатонари.

## Линия Хитоцубаси Токугава
- Токугава Мунэтада (1721—1765) — первый глава клана Токугава Хитоцубаси (1746—1764), четвёртый сын сёгуна Токугава Ёсимунэ и младший брат сёгуна Токугава Иэсигэ. В 1746 году Мунэтада был назначен своим отцом Токугава Иэсигэ главой клана Токугава Хитоцубаси (1746—1764);
- Токугава Харусада (1751—1827) — второй глава клана Токугава Хитоцубаси (1764—1799), третий сын Токугава Мунэтада;
- Токугава Нариацу (1780—1816) — третий глава клана Токугава Хитоцубаси (1799—1816), шестой сын Токугава Харусада;
- Токугава Наринори (1803—1830) — четвёртый глава клана Токугава Хитоцубаси (1816—1830), второй сын Токугава Нариацу;
- Токугава Нарикура (1818—1837) — пятый глава клана Токугава Хитоцубаси (1830—1837), сын Токугава Наринори;
- Токугава Ёсимаса (1825—1838) — шестой глава клана Токугава Хитоцубаси (1837—1838), сын Токугава Нариноки;
- Токугава Ёсинага (1823—1847) — седьмой глава клана Токугава Хитоцубаси (1838—1847), сын Токугава Нариноки;
- Токугава Сёмару (1846—1847) — восьмой глава клана Токугава Хитоцубаси (1847), сын Токугава Ёсинага;
- Токугава Ёсинобу (1837—1913) — девятый глава клана Токугава Хитоцубаси (1847—1866), последний сёгун Японии из династии Токугава (1866—1868), третий сын даймё Хитати Мито Токугава Нариаки (1800—1860);
- Токугава Мотихару (Мотинага) (1831—1884) — хансю хан Мино Такасу (1850—1858) и хансю хан Овари Нагоя (1858—1863), последний (десятый) глава клана Токугава Хитоцубаси (1866—1884), второй сын даймё Мино Такасу Мацудайра Ёситацу;

## Линия Овари Токугава
- Токугава Ёсинао (1601—1650) — девятый сын Токугавы Иэясу, хансю хан Каи Кофу 1603—1607, хансю хан Микава Киёсу 1607—1610, хансю хан Овари Нагоя 1610—1650, в 1626 получил ранг дзюнии и должность гон-дайнагон;
- Токугава Мицутомо 1625—1700) — сын Токугавы Ёсинао, хансю хан Овари Нагоя 1650—1693, в 1690 получил ранг дзюнии и должность гон-дайнагон;
- Токугава Цунанобу (1652—1699) — сын Токугавы Мицутомо, хансю хан Овари Нагоя 1693—1699, получил ранг дзюсамми и должность гон-тюнагон;
- Токугава Ёсимити (1689—1713) — сын Токугавы Цунанобу, хансю хан Овари Нагоя 1699—1713, в 1704 получил ранг дзюсамми и должность гон-тюнагон;
- Токугава Гороута (1711—1713) — сын Токугавы Ёсимити, хансю хан Овари Нагоя 1713;
- Токугава Цугутомо (1692—1731) — сын Токугавы Цунанобу, хансю хан Овари Нагоя 1713—1730, в 1715 получил ранг дзюсамми и должность гон-тюнагон;
- Токугава Мунэхару (1696—1764) — сын Токугавы Цунанобу, хансю хан Муцу Янагава 1729—1730, хансю хан Овари Нагоя 1730—1739, в 1732 получил ранг дзюсамми и должность гон-тюнагон;
- Токугава Мунэкацу (1705—1761) — сын Мацудайры Томоаки, хансю хан Мино Такасу 1732—1739, хансю хан Овари Нагоя 1739—1761, в 1740 получил ранг дзюсамми и должность гон-тюнагон;
- Токугава Мунэтика (1733—1800) — сын Мацудайры Мунэкацу, хансю хан Овари Нагоя 1761—1799, в 1781 получил ранг дзюнии и должность гон-дайнагон;
- Токугава Наритомо (1793—1850) — сын Токугавы Харукуни, хансю хан Овари Нагоя 1799—1827, в 1839 получил ранг сёнии и должность гон-дайнагон;
- Токугава Нарихару (1819—1839) — сын Токугавы Иэнари, хансю хан Овари Нагоя 1827—1839, в 1837 получил ранг дзюнии и должность гон-дайнагон;
- Токугава Наритака (1810—1845) — сын Токугавы Иэнари, глава линии Таясу Токугава 1836—1839, хансю хан Овари Нагоя 1839—1845, в 1839 получил ранг дзюнии и должность гон-дайнагон;
- Токугава Ёсицугу (1836—1849) — сын Токугавы Наримасы, хансю хан Овари Нагоя 1845—1849, в 1849 получил ранг дзюсамми и должность гон-тюнагон;
- Токугава Ёсикацу (1824—1883) — сын даймё Мино Такасу Мацудайры Ёситацу, хансю хан Овари Нагоя 1849—1850 и 1870—1883, в 1850 получил ранг дзюсамми и должность гон-тюнагон, в 1862 получил ранг дзюнии и должность гон-дайнагон;
- Токугава Мотинага (1831—1884) — сын Мацудайры Ёситацу, хансю хан Мино Такасу 1850—1858, в 1850 получил ранг дзюсиигэ и должность гон-сёсё, хансю хан Овари Нагоя 1858—1863, глава линии Хитоцубаси Токугава 1866—1884;
- Токугава Ёсинори (1858—1875) — сын Мацудайры Ёситацу, хансю хан Овари Нагоя 1863—1870, получил ранг дзюнии и должность дайнагон.

## Линия Кии Токугава
- Токугава Ёринобу (1602—1671) — десятый сын Токугавы Иэясу, хансю хан Хитати Мито 1603—1609, хансю хан Суруга 1609—1619, хансю хан Кии Вакаяма 1619—1667, в 1626 получил ранг дзюнии и должность гон-дайнагон;
- Токугава Мицусада (1628—1705) — сын Токугавы Ёринобу, хансю хан Кии Вакаяма 1667—1698, в 1690 получил ранг дзюнии и должность гон-дайнагон;
- Токугава Цунанори (1665—1705) — сын Токугавы Мицусады, хансю хан Кии Вакаяма 1698—1705, получил ранг дзюсамми и должность гон-тюнагон;
- Токугава Ёримото (1680—1705) — сын Токугавы Мицусады, хансю хан Этидзэн Нию 1697—1705, хансю хан Кии Вакаяма 1705;
- Токугава Мунэнао (1682—1757) — сын Мацудайры Ёридзуми, хансю хан Иё Сайдзё 1711—1716, в 1712 получил ранг дзюсиигэ и должность гон-сёсё, хансю хан Кии Вакаяма 1716—1757, в 1745 получил ранг дзюнии и должность гон-дайнагон;
- Токугава Мунэнобу (1720—1765) — сын Мацудайры Мунэнао, хансю хан Кии Вакаяма 1757—1765, получил ранг дзюсамми и должность гон-тюнагон;
- Токугава Сигэнори (1746—1829) — сын Токугавы Мунэнобу, хансю хан Кии Вакаяма 1765—1775, в 1767 получил ранг дзюсамми и должность гон-тюнагон;
- Токугава Харусада (1728—1789) — сын Мацудайры Мунэнао, хансю хан Иё Сайдзё 1753—1775, хансю хан Кии Вакаяма 1775—1789, в 1776 получил ранг дзюсамми и должность гон-тюнагон;
- Токугава Харутоми (1771—1853) — сын Токугавы Сигэнори, хансю хан Кии Вакаяма 1789—1824, в 1837 получил ранг дзюитии и должность гон-дайнагон;
- Токугава Нариюки (1801—1846) — хансю хан Кии Вакаяма (1824—1846), третий сын сёгуна Токугава Иэнари, усыновлён Токугавой Харутоми;
- Токугава Нарикацу (1820—1849) — хансю хан Кии Вакаяма (1846—1849), десятый сын сёгуна Токугава Иэнари, приёмный сын Токугавы Нариюки;
- Токугава Ёситоми (Иэмоти) (1846—1866) — хансю хан Кии Вакаяма (1849—1858), четырнадцатый сёгун Японии из династии Токугава (1858—1866), сын даймё Кии Вакаяма Токугаваы Нариюки (1801—1846), приёмный сын Токугава Нарикацу, затем сёгуна Токугава Иэсада;
- Токугава Мотицугу (1844—1906) — сын Мацудайры Ёрисато, хансю хан Кии Вакаяма 1858—1869, получил ранг дзюнии и должность дайнагон.

## Линия Мито Токугава
- Токугава Ёрифуса (1603—1661) — одиннадцатый сын Токугавы Иэясу, хансю хан Хитати Симоцума 1606—1609, хансю хан Хитати Мито 1609—1671, в 1627 получил ранг дзюсамми и должность гон-тюнагон;
- Токугава Мицукуни (1628—1701) — сын Токугавы Ёрифусы, хансю хан Хитати Мито 1671—1690, в 1690 получил ранг дзюсамми и должность гон-тюнагон;
- Токугава Цунаэда (1656—1718) — сын Токугавы Ёрисигэ, хансю хан Хитати Мито 1690—1718, в 1705 получил ранг дзюсамми и должность гон-тюнагон;
- Токугава Мунэтака (1705—1730) — сын Токугавы Ёритоё, хансю хан Хитати Мито 1718—1730, в 1718 получил ранг дзюсамми и должность саконъэ-но гон-тюдзё;
- Токугава Мунэмото (1728—1766) — сын Токугавы Мунэтаки, хансю хан Хитати Мито 1730—1766, в 1737 получил ранг дзюсамми и должность саконъэ-но гон-тюдзё;
- Токугава Харумори (1751—1805) — сын Токугавы Мунэмото, хансю хан Хитати Мито 1766—1805, в 1795 получил ранг дзюсамми и должность гон-тюнагон;
- Токугава Харутоси (1773—1816) — сын Токугавы Харумори, хансю хан Хитати Мито 1805—1816, в 1805 получил ранг дзюсамми и должность саконъэ-но гон-тюдзё;
- Токугава Наринобу (1797—1829) — сын Токугавы Харутоси, хансю хан Хитати Мито 1816—1829, в 1825 получил ранг дзюсамми и должность гон-тюнагон;
- Токугава Нариаки (1800—1860) — сын Токугавы Харутоси, хансю хан Хитати Мито 1829—1844, в 1837 получил ранг дзюсамми и должность гон-тюнагон;
- Токугава Ёсиацу (1832—1868) — сын Токугавы Нариаки, хансю хан Хитати Мито 1844—1868, в 1860 получил ранг дзюсамми и должность гон-тюнагон;
- Токугава Акитакэ (1853—1910) — сын Токугавы Нариаки, глава линии Симидзу Токугава 1866—1868, хансю хан Хитати Мито 1868—1872, получил ранг дзюитии.